# Antoine Augustin Cournot
Antoine Augustin Cournot (Gray, Alto Saona, Francia, 28 de agosto de 1801‑París, 31 de marzo de 1877) fue un matemático y economista francés impulsor del marginalismo, conocido por sus estudios sobre la oferta y la demanda, tanto en condiciones de competencia como de monopolio.

## Biografía
Estudió en la Escuela Normal Superior de París donde se licenció en Ciencias en 1823. Catedrático de Análisis Matemático en la Universidad de Lyon en 1834. Rector de la Academia de Dijon de 1854 a 1862.
Se considera a Cournot como el matemático que comenzó la sistematización formal de la economía. Fue el primero en utilizar funciones matemáticas para describir conceptos económicos como la demanda, la oferta o el precio. Analizó los mercados monopolistas, estableciendo el punto de equilibrio del monopolio, llamado el punto de Cournot. También estudió el duopolio y el oligopolio.  
Sus aportes tuvieron mucha influencia sobre Jevons, Walras y Marshall, de los que puede ser considerado un precursor.
Contribuyó notablemente a la ciencia estadística.
Entre sus obras destacan "Investigaciones acerca de los principios matemáticos de la teoría de las riquezas" (1838), "Exposition de la théorie des chances et des probabilités" (1843), "Principios de la teoría de las riquezas" (1863) y "Revue sommaire des doctrines economiques" (1877) 
Cournot, junto a otros clásicos como Joseph Louis François Bertrand (1822-1900) o Francis Ysidro Edgeworth (1845-1926), fue uno de los precursores de las Teorías económicas del Oligopolio. 
Los autores clásicos realizan sus teorías partiendo del supuesto de que no existe reconocimiento de interdependencia entre las empresas oligopolísticas, es decir, que las empresas maximizan sus beneficios bajo el supuesto de que el competidor no va a reaccionar ante sus decisiones de producción, esto es el supuesto de la llamada variación conjetural nula.
Se tiene un comportamiento "simple", incluso ingenuo, porque el agente reacciona ante las acciones de los otros sin hacer la pregunta sobre el "origen" de tales actuaciones. Son los modelos explicativos del oligopolio más limitados, ya que la característica principal de estos mercados es la interdependencia; sin embargo, a pesar de ello, el modelo de Cournot de 1838, el modelo de Bertrand de 1883 y el de Edgeworth de 1887 (que es una adaptación del modelo de Bertrand, suponiendo que la capacidad productiva es limitada) sirven para señalar y comprender los conceptos esenciales del mercado oligopolístico.

## El modelo de Cournot (1838)
Cournot plantea un modelo muy sencillo de duopolio donde el producto es homogéneo y, según Cournot, las empresas actúan sobre las cantidades, a diferencia de Bertrand, el cual afirma que las empresas actúan sobre los precios. Esta diferencia entre ambos hará que los resultados obtenidos con uno y otro modelo difieran mucho.
Las conclusiones a las que se llegan con el modelo de Cournot son:
con este modelo, hallando las funciones de reacción de las 2 empresas se llega a alcanzar el punto de equilibrio, el cual es mejor que en monopolio, pero no llega al de competencia perfecta (este equilibrio se alcanza de forma automática) y además, si las empresas tienen unos costes iguales, las dos empresas se dividen el mercado a partes iguales.

## Literatura
- Bertrand, Joseph (1883) „Théorie Mathématique de la Richesse Sociale“ Journal des Savants

- Cournot, Augustin (1838) Recherches sur les principes mathématiques de la théorie des richesses, 1838)

- Cournot, Augustin (1859) „Souvenirs 1760 – 1860“

- Fisher, Irving (1898) „Cournot and Mathematical Economics.“ In: Quarterly Journal of Economics. 1898, 119 – 138

- Friedman, James W. (1967) An Experimental Study of Cooperative Duopoly. Econometrica 35 (3/4): 379-397

- Friedman, James W. (1999) The Legacy of Augustin Cournot. University of North Carolina, Department of Economics Working Paper 99-05

- LiCalzi, Marco / Basile, Achille (2002) „Economists and Mathematics from 1494 to 1969: Beyond the Art of Accounting.“ In: M. Emmer (Hrsg.): Matematica e Cultura 2000. Milano 2000: Springer, 95 – 107

- Martin, Thierry (1999) Bibliographie Cournotienne, ISIS 90 (3): 1045-1046

- Martin, Thierry (2005) «La philosophie de l’histoire de Cournot», Revue d'Histoire des Sciences Humaines 12, 2005/1, 141-162

- Remak, Robert (1929) „Kann die Volkswirtschaftslehre eine exakte Wissenschaft werden?” In: Beckmann, Martin J.; Sato, Ryuzo (eds.) Mathematische Wirtschaftstheorie. Köln 1975: Kiepenheuer & Witsch, 16 – 27

- Walras, Léon (1874) „Principe d’une théorie mathématique de l’échange“, Journal des économistes
- Die kleine Encyklopädie, Encyclios-Verlag, Zürich, 1950, 1: 318